# اللبن الشرقية

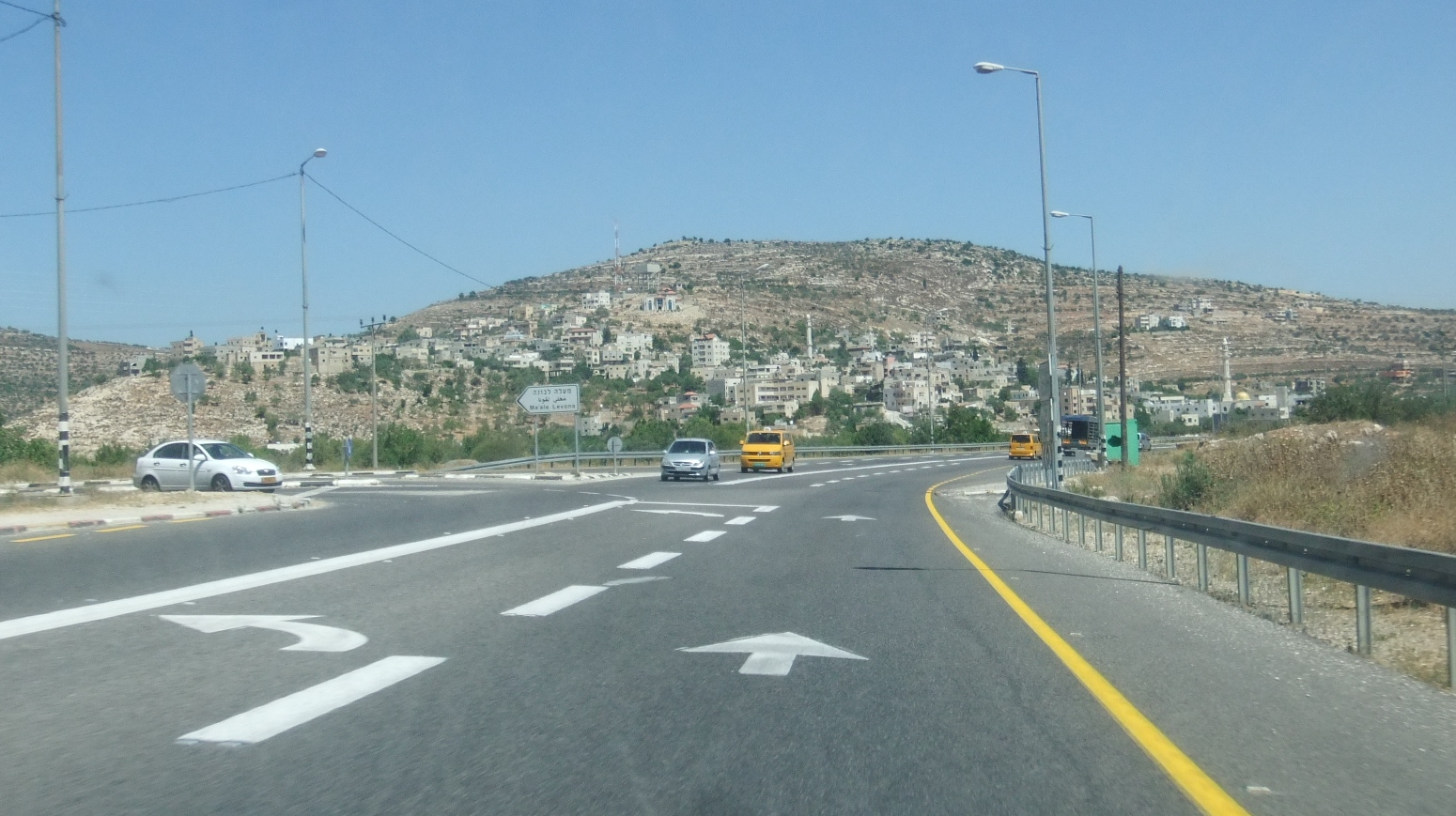
اللبن الشرقية

اللبن الشرقية  قرية من قرى شمال الضفة الغربية وتتبع محافظة نابلس على بُعد 20 كيلومتراً على ارتفاع 500 م عن سطح البحر، ومن القرى التي وقعت في حرب 1967.تبلغ المساحة الإجمالية للبلدة 12075 دونماً يزرع فيها الحبوب والقطاني، منها 200 دونماً عبارة عن أماكن للبناء.

## الموقع
يحد القرية من الشرق قرية قريوت والساوية، ومن الشمال قرية اسكاكا، سلفيت، ومن الغرب خربة قيس، من الجنوب سنجل وعبوين.

## التسمية
يعتقد أن كلمة اللبن جاءت من كلمة (لبانوتا) باللغة السريانية وتعني صنع اللبن وأضيف لاسم القرية (الشرقية) تميزاً لها عن القرية الموجودة في قضاء الرملة.

## السكان
بلغ عدد سكان القرية 3,000 نسمة في عام 2006م.

## التاريخ
يعتقد أن قرية اللبن الشرقية تعود إلى بلدة لبونة المذكورة في النصوص التوراتية. تشير المكتشفات الأثرية إلى وجود فخاريات في القرية تعود إلى فترات مختلفة، منها العصر الحديدي الثاني والعصر الهلنستي والعصر الهلنستي / الروماني والعصر البيزنطي، بالإضافة إلى قطع فخارية من العصر الأموي / العباسي.
خلال الفترة الصليبية، عُرفت القرية بإسم لوبانوم، وقد عثر فيها على فخاريات تعود للعصرين الصليبي والأيوبي.
في عام 593 هـ/ 1196 م، ولد في القرية محمد بن عبد الواحد المخزومي اللبناني وتوفي عام 1260. في عام 1320 ميلادي، تم تحديدها باسم Casale Lepna على خريطة مارينو سانوتو.
وقد تم العثور فيها على قطع فخارية من العصر المملوكي.

### العصر العثماني
اندمجت اللبن الشرقية في الدولة العثمانية مع باقي أنحاء فلسطين عام 1517، وظهرت في سجلات الضرائب العثمانية لعام 1596 تحت اسم "لبن الصاوي" ، وكانت تابعة لجبل القبلة ضمن لواء نابلس. بلغ عدد سكانها 75 أسرة، كانوا يدفعون معدل ضريبة ثابت قدره 33.3% على المنتجات الزراعية، بما في ذلك القمح والشعير والمحاصيل الصيفية والزيتون والماعز أو خلايا النحل؛ بإجمالي 15454 آقجة و نصف الإيرادات ذهبت إلى الوقف.
في القرنين الثامن عشر والتاسع عشر، كانت القرية تشكل جزءًا من منطقة المرتفعات الوسطى المعروفة باسم جورة عمرة أو بلاد جماعين، وتقع هذه المنطقة بين دير غسانة في الجنوب والطريق رقم 5 الحالي في الشمال، وبين مجدل يابا في الغرب وجماعين ومردا وكفل حارس في الشرق، وقد خدمت هذه المنطقة، وفقًا للمؤرخ روي ماروم ، كمنطقة عازلة بين الوحدات السياسية والاقتصادية والاجتماعية لمنطقتي القدس ونابلس، وعلى المستوى السياسي، عانت القرية من عدم الاستقرار بسبب هجرة القبائل البدوية والمنافسة المستمرة بين العشائر المحلية على حق تحصيل الضرائب نيابة عن السلطات العثمانية .
في عام 1838 تم تسجيلها كقرية اللبن ، وكانت جزءًا من منطقة جورة مردا ، جنوب نابلس. قد لوحظ أيضًا أنها كانت مأهولة بالسكان، ويوجد فيها أماكن قديمة، مع مقابر منحوتة في الصخر فوقه. قام المستكشف الفرنسي فيكتور جورين بزيارة القرية في عام 1863، ووجدها في حالة سيئة، ولكن مع وجود عناصر قديمة جميلة كجزء من المنازل. وقد قُدِّر عدد السكان بنحو 300 نسمة.
في عام 1870/1871 (1288 هـ )، أدرج الإحصاء العثماني القرية في ناحية جامع الثاني التابعة لنابلس. في مسح فلسطين الغربية الذي أجرته مؤسسة أبحاث فلسطين (PEF) عام 1882، وُصفت القرية بأنها تقع على شرفة منحدرة، مع وجود مقابر قديمة بالقرب منها.

### عصر الانتداب البريطاني
في تعداد فلسطين عام 1922، الذي أجرته سلطات الانتداب البريطاني، بلغ عدد سكان اللبن الشرقية 356 نسمة، وارتفع في تعداد عام 1931 إلى 474، في إجمالي 116 منزلًا.
في إحصاءات عام 1945 بلغ عدد سكان اللبن الشرقية 620 نسمة،  ومساحتها 12545 دونمًا، وفقًا لمسح رسمي للأراضي والسكان. ومن هذه المساحة كانت 2,424 دونمًا عبارة عن مزارع وأراضٍ مروية، و5,605 دونمًا تستخدم لزراعة الحبوب، بينما كانت 34 دونمًا عبارة عن أراضٍ مبنية.

### العصر الإردني
بعد حرب عام 1948، وبعد اتفاقيات عام 1949 أصبحت اللبن الشرقية تحت الحكم الأردني.
بلغ عدد سكانها عام 1961حوالي 984 نسمة.

### ما بعد 1967
بعد حرب عام 1967، خضعت اللبن الشرقية للاحتلال الإسرائيلي، و بلغ عدد سكان القرية في تعداد عام 1967 الذي أجرته إسرائيل 823 نسمة، منهم 37 من داخل الأراضي الإسرائيلية.
بعد توقيع اتفاقيات أوسلو لعام 1995، تم تصنيف 33% من أراضي القرية ضمن المنطقة أ (السيطرة الفلسطينية الكاملة)، و25% ضمن المنطقة ب (السيطرة الفلسطينية الجزئية)، و40% المتبقية ضمن المنطقة ج (السيطرة الإسرائيلية الكاملة). صادرت إسرائيل 1144 دونماً من أراضي اللبن الشرقية لإقامة مستوطنتي عاليه ومعاليه ليفونا الإسرائيليتين، بالإضافة إلى أراضٍ إضافية لشق طرق الخدمات.

## الاحتلال الإسرائيلي
تعرّضت القرية خلال السنوات الماضية لعدة اعتداءات من المستنوطنين الإسرائيليين، تمثلت في اقتحام الأراضي الزراعية، قطاع أشجار الزيتون، والاعتداء على الطلبة أثناء توجههم إلى المدرسة الثانوية الواقعة على خط 60، وفي 8 ديسمبر 2022: استبدل جنود الاحتلال الإسرائيلي العلم الفلسطيني بالإسرائيلي على مبنى مدرسة بنات اللبن الشرقية الثانوية.

## ادارة القرية
تبع ادارة شؤون القرية للمجلس القروي في اللبن الشرقية الذي تم تأسيسه عام 1996م، وتم ترخيصه لاحقاً من قبل وزارة الحكم المحلي، ويتكون المجلس الحالي من 11عضوا ،تم تعيينهم من قبل السلطة الوطنية الفلسطينية ،ومن مسؤوليات المجلس القروي التي يقوم بها ما يلي:
- تركيب شبكة مياه الشرب وصيانتها.

- تركيب شبكة الكهرباء .

- حماية الاملاك الحكومية.

- حماية المواقع الاثرية.

- عمل وتقديم مقترحات مشاريع ودراسات.

- جمع النمفايات وتنظيف الشوارع وشق وتعبيد الطرق وتقديم الخدمات الاجتماعية.